# Milionia requina
Milionia requina är en fjärilsart som beskrevs av Butler 1883. Milionia requina ingår i släktet Milionia och familjen mätare. Inga underarter finns listade i Catalogue of Life.